# چتم، کنت
latitudeچتم، کنتlongitudeچتم، کنت
چَتِم (به انگلیسی: Chatham) (‎/ˈtʃætəm/‎ CHAT-əm) شهری در منطقهٔ لندن کشور انگلستان است که این کشور خود بخشی از بریتانیا محسوب می‌شود. این شهر در سال ۱۹۹۱ میلادی ۷۱٫۶۹۱ نفر جمعیت داشته و در سرشماری سال ۲۰۰۱ جمعیت آن به ۷۳٫۴۶۸ نفر رسیده‌است. میزان رشد سالانهٔ جمعیت چاتهام، کنت ‎-۰٫۰۷ درصد می‌باشد و جمعیت این شهر در سال ۲۰۱۲ به ۷۲٫۸۷۷ نفر تغییر یافت.